# Francesco Canali
Pour les articles homonymes, voir Canali.
Francesco Canali (né le 18 juin 1772 ou le 19 octobre 1764 à Pérouse en Ombrie et mort le 11 avril 1835 à Rome,) est un cardinal italien du XIXe siècle. Il est inhumé dans son évêché. Son éloge funèbre est dite le 12 mai 1835 par don Luigi Mattioli, membre du collège des Théologiens.

## Biographie
Francesco Canali est nommé évêque de Spolète en 1814 et transféré le 23 juillet 1820 par le pape Pie VII à l'église de Tivoli en tant qu'administrateur puis élu évêque de Tivoli le 28 août 1820. Il présente sa démission en 1827 et devient archevêque titulaire de Larissa-en-Thessalie. En février 1827, il est nommé secrétaire de la Congrégation des évêques réguliers et canoniques de la basilique vaticane,.
Le pape Grégoire XVI le crée cardinal in pectore lors du consistoire du 30 septembre 1831. Sa création est publiée le 23 juin 1834.

### Sources
- (it) Collectif, Annuario pontificio : Notizie per l'anno 1846, Rome, Nella Stamperia Cracas, mai 1846, 458 p. (lire en ligne)
- (it) Gaetano Moroni Romano, Dizionario di erudizione storico-ecclesiastica da S. Pietro sino ai nostri giorni, vol. 7, Venise, Tipografia Emiliana, 1841, 320 p. (lire en ligne)
- (it) Collectif, Bibliografia italiana : ossia, Elenco generale delle opere d'ogni specie e d'ogni lingua stampate in Italia, e delle italiane pubblicate all' estero, vol. 1, Milan, Presso Ant. Fort. Stella et figli, 1835, 324 p. (lire en ligne)
- (it) Francesco Cavalier Bulgarini, Notizie storiche antiquarie statistiche ed agronomiche intorno all'antichissima citta' di Tivoli e suo territorio, Rome, Tipografia di Giovanni Battista Zampi, 1848, 242 p. (lire en ligne)